# 中華人民共和國語文課程
中華人民共和國語文課程是根據由中華人民共和國教育部制訂的《全日制義務教育：語文課程標準（實驗篇）》的課程指引，適用於推行九年義務教育的各級中、小學使用。

## 理念
在課程標準的前言裡，概括的指出現時中國大陸的語文教育方針，主要是要培養學生成為「现代社会（所）要求公民具备良好的人文素养和科学素养」，而這些素養，包括：「具备创新精神、合作意识和开放的视野，具备包括阅读理解与表达交流在内的多方面的基本能力，以及运用现代技术搜集和处理信息的能力。」因此，「面对社会发展的需要，语文教育必须在课程目标和内容、教学观念和学习方式、评价目的和方法等方面进行系统的改革」，以「面对社会发展的需要」。這些改革，大致可以綜合成以下四點：
1. 全面提高学生的语文素养
2. 正确把握语文教育的特点
3. 积极倡导自主、合作、探究的学习方式
4. 努力建设开放而有活力的语文课程

## 學習階段
整個九年教育分為四個學習階段：六年小學每兩年一個學習階段，初中三年一個階段。而每個學習階段都有就五個基本能力範疇，即：
1. 识字与写字
2. 阅读
3. 写话
4. 口语交际
5. 综合性学习

來制定明確目標。

## 範式轉變
新課程亦追隨國際教育發展的趨勢而作出範式轉移（paradigm shift），除了教學模式由過去的老師中心改為多鼓勵學生作獨立自學及思維訓練之外，還務求在語文教育中融入德育和科學精神的元素。這些都有在文件第二章《課程目標》裡的總目標裡提及。